# Kia Asamiya
Kia Asamiya (麻宮 騎亜) Asamiya Kia (28 de gener de 1963, Tòquio (Japó)) és el pseudònim d'un conegut mangaka que ha treballat en una gran quantitat de gèneres per a diverses audiències, especialment en la dècada dels 90.
Se li coneix especialment per la presència d'influències de la historieta, televisió i cinema nord-americà en els seus treballs. Es descriu així mateix com un gran fanàtic tant de Batman com de Star Wars. Un dels més àmpliament publicats mangakes, havent estat quasi totes les seues històries traduïdes a altres idiomes, incloent el castellà i l'anglès. A la data, les seues dues sèries manga més exitoses han estat Nadesico i Silent Möbius.
Abans de convertir-se en un artista manga, Asimiya es va graduar de l'Escola de disseny de Tòquio, i després treballà com dissenyador de personatges per a diverses sèries d'anime, i després dissenyà models per a algunes de les últimes pel·lícules de Godzilla (anys 1980). En la seua carrera, utilitzà altre pseudònim, Michitaka Kikuchi (菊地 通隆), i va mantenir les seues dues identitats professionals separades per molts anys. Una gran quantitat de les sèries d'anime en les quals va treballar es van fer molt populars tant al Japó com en l'exterior, sent la més notables Sonic Soldier Borgman. Encara prestant més atenció a la seua carrera com mangaka, Asimiya va continuar dissenyant personatges i fent suggeriments creatius per a les sèries d'anime basades en les seues històries, ocasionalment sota el nom de Kikuchi.
En la dècada del 2000, Asamayi va donar un gir en el seu treball conegut per les històries per a adolescents i joves adults passant a dissenyar per a una audiència infantil i nord-americana. Al començament, va prendre al seu fill com motivació, però més endavant, va començar a prendre com a model als seus superherois nord-americans favorits. En eixe moment, va estar treballant en projectes per a Image Comics, Marvel Comics, i DC Comics, a més de desenvolupar una adaptació manga per la pel·lícula Star Wars: L'amenaça del fantasma.
Com molts artistes japonesos és bastant solitari, no obstant això Asamiya freqüentment fa un esforç per ser accessible als seus fanàtics. Manté una pàgina web amb informació sobre el seu estudi, Studio TRON (dit així per la pel·lícula de Disney Tron). A més amb freqüència dona suport al seu Club de fans oficial enviant-li notícies regularment i articles d'edició limitada. A pesar d'aquestes accions, rebutja ser fotografiat en públic, i manté el peculiar hàbit de dibuixar-se així mateix amb una anotació per rostre. Açò s'ha convertit en un distintiu dels seus llibres on substitueix la imatge de l'artista, amb una elaborat i decorat rectangle que duu les paraules "Imprimint".

## Obres
- Assembler 0X.
- Batman: Child of Dreams.
- Compiler (anime i manga).
- Corrector Yui
- Dark Angel.
- Dark Angel: Phoenix Resurrection
- Detonator Orgun
- Duplex Divine (joc).
- Ebiru-kun
- Funpaira
- GUnHED (1990)
- Hades Project Zeorymer
- Hellboy
- Hikari no Densetsu
- Junk - Record of Last Hero
- !Karapuri!
- My Favorite Carrera
- Martian Successor Nadesico (Meteor Schlattschiff Nadesico).
- Shin Seiki Vagrants (joc)
- Silent Möbius.
- Sonic Soldier Borgman.
- Star Wars Episode 1: The Phantom Menace manga adaptation.
- Steam Detectives
- White Diamond(joc).
- Uncanny X-Men.